# إبراهيم بن محمد العواجي
إبراهيم بن محمد بن علي العواجي (ولد 1941 م) شاعر سعودي، تبوَّأ منصب وكيل وزارة الداخلية. أسهم في دفع حركة الأدب السعودي الحديث، وهو محاضر وله بحوث ودراسات في مجال التنمية وغيرها، ودواوين شعرية عديدة بالعربية والإنجليزية والفرنسية.

## سيرته
ولد إبراهيم بن محمد بن علي العواجي في سنة 1360 هـ/ 1941 م في مدينة الرس السعودية ونشأ بها. حصل على الشهادة الابتدائية 1952، ثم أكمل دراسته في عفيف، المتوسطة 1956 والثانوية 1959، وبكالوريوس اقتصاد والعلوم السياسية من جامعة الملك سعود في 1964، ودبلوم إدارة مشاريع التنمية من جامعة بيتسبرغ ولاية بنسلفانيا الأمريكية 1965، وماجستر الإدارة العامة من الجامعة نفسها 1967، ودكتوراه في الشؤون العامة من جامعة فرجينيا 1971.
اشتغل بالتدريس مدة، وعمل مساعدًا لمدير مكتب وزير المواصلات، ومشرفًا على فريق تنظيم وزراة الداخلية، ووكيلًا مساعدًا لوزارة الداخلية‌. ثم وكيلًا بالوزارة مدة 25 سنة، من 1975 حتى 2000.
هو عضو في العديد من اللجان الوطنية الخاصة بالإدارة والتنمية والشؤون الحكومية المختلفة، وعضو اللجنة المركزية للتعداد، واللجنة المركزية للبيئة وغيرها.

## أدبه وشعره
أسهم العواجي في دفع حركة الأدب السعودي الحديث، وهو محاضر وله بحوث ودراسات في مجال التنمية وغيرها. ويعد من أبرز شعراء نجد، بدأ في نظم الشعر وعمره 12 سنة.

## مؤلفاته

#### دواوينه
- المداد، 1988
- نقطة في تضاريس الوطن، 1990
- قصائد راعفة، 1991
- مَدٌّ والشاطئ أنت، 1993
- هجرة قمر، بالفرنسية، 1990
- وشوم على جدار الوقت
- خيام القبيلة، ديوان مختارات باللغة الإنجليزية
- فجر أنت لا تغب، 2000

#### كتبه
- البيروقراطية والمجتمع السعودي
- الإدارة المحلية بالمملكة العربية السعودية
- الإبداع في الإدارة المحلية العربية
- التنمية وعربة الكرو، 2014